# Glaz Arena
 (août 2025).
La Glaz Arena est une salle polyvalente et modulable d'une capacité de 4 500 places, située à Cesson-Sévigné, en Ille-et-Vilaine. Inaugurée le 14 mars 2019, elle a pour vocation d'accueillir les matchs à domicile du Cesson Rennes Métropole Handball, mais également des spectacles, des concerts, des expositions ainsi que des salons et des rencontres professionnelles.
Dessinée par l'agence Unité, elle présente la particularité d'avoir un financement entièrement privé assuré par le Groupe Legendre qui en est également le constructeur et le propriétaire.

## Situation
La Glaz Arena est située chemin du Bois de la Justice au sud de Cesson-Sévigné, à côté du centre commercial Carrefour Rennes-Cesson, à 200 m du Palais des sports de la Valette et à 500 m de la gare de Cesson-Sévigné.

## Histoire
Alors que le club du Cesson Rennes Métropole HB grandit, il doit parfois quitter le Palais des sports de la Valette, d'une capacité de 1 500 places et souvent complet, et délocaliser ses rencontres majeures au Liberté à Rennes, voire au Steredenn à Saint-Brieuc à la Brest Arena ou même à Antarès au Mans pour accueillir son public,.
Dans ce contexte, et pour permettre au club de rester sur sa commune natale et ne pas mettre en péril son avenir, la ville de Cesson-Sévigné et Rennes Métropole ont engagé en 2016 une réflexion sur l'offre en matière d'équipements sportifs,. 
Le projet est financé d'une façon novatrice en France : le Groupe Legendre, à l'initiative de son président de l'époque Jean-Pierre Legendre, finance l'intégralité des 17 millions d'euros du projet, qui en aura coûté finalement 20 millions, de l'achat des terrains à la construction en passant par les études,. Elle a ainsi coûté deux à trois fois moins cher que d'autres salles équivalentes.
Les travaux démarrent en février 2018 et durent à peine un an. La salle est inaugurée le 14 mars 2019 à l'occasion du match de Lidl Starligue Cesson Rennes MHB - Istres Provence HB.

## Architecture
Construit sur un terrain de 15 000 m2 vendu au groupe Legendre par la mairie de Cesson-Sévigné, la nouvelle salle, construite sur deux niveaux propose plusieurs configurations et est homologuée « multisport au niveau international ». Sa salle principale de 2 060 m2 peut ainsi accueillir différentes compétitions sportives : handball, tennis, volley-ball, basket-ball, futsal, etc. Pour un concert ou un spectacle, sa capacité peut passer de 800 à 4 500 places assises avec une scène de 50 à 300 m2. Enfin, différents espaces de 175 à 5 300 m2 peuvent accueillir des manifestations professionnelles et des évènements d’entreprise. Le groupe Legendre en assure la commercialisation via sa filiale Legendre XP.
Le bâtiment, dessiné par l'agence Unité et dont le nom évoque une couleur typiquement bretonne mélangeant bleu, vert et gris est entouré sur sa partie haute d'un bardage en acier formant des ondes aléatoires.
Elle s'accompagne d'un parking de 600 places.

## Évènements organisés
Le club de handball, principal utilisateur de la Glaz Arena, paie un loyer annuel de 400 000 euros dont la moitié est financé par des subventions publiques.
La salle accueille de nombreux évènements sportifs et culturels dont :
- Le Trophée des champions 2023 (handball)[6],
- Les Internationaux de France de badminton 2023[7] et 2025[8],
- Les championnats de France de badminton 2023[9],
- l'AEF Championship, une compétition d'arts martiaux mixtes (MMA)[10],
- Le festival de musique House of dub[11],
- Le festival de musique électronique Made Festival[12].